# Cisternino
Cisternino é uma comuna italiana da Apúlia, província de Brindisi, com cerca de 12.076 habitantes. Estende-se por uma área de 54 km², tendo uma densidade populacional de 224 hab/km². Faz fronteira com Fasano, Locorotondo (BA), Martina Franca (TA), Ostuni.
Pertence à rede das Aldeias mais bonitas de Itália e à rede das Cidades Cittaslow.

## Demografia
| Variação demográfica do município entre 1861 e 2011                               |
|                                                                                   |
| Fonte: Istituto Nazionale di Statistica (ISTAT) - Elaboração gráfica da Wikipedia |